# Párpados azules
Párpados azules es una película mexicana de drama estrenada en 2007. Se trata de la ópera prima de Ernesto Contreras, además del primer protagónico de la actriz Cecilia Suárez.
El título de la película surgió al inicio del proyecto, cuando se pensó en algo que pudiese tener diferentes connotaciones. Marina tiene los párpados pintados de azul cuando se da el primer beso con Víctor cuando van a bailar.

## Sinopsis
Marina Farfán es empleada de una fábrica de telas, y durante una celebración de la dueña de la empresa Marina se gana un viaje con todos los gastos incluidos a Playa Salamandra. Cuando va a recoger su premio, Marina se entera de que es para dos personas, pero su introvertida y sórdida personalidad le han impedido establecer relaciones con la gente durante años y no sabe con quién compartir el viaje.
En una ocasión, mientras Marina compra pan, es reconocida por Víctor, un excompañero de la secundaria a quien ella no recuerda pero que se porta un poco insistente en querer platicar con ella para recordar los viejos tiempos. Marina deja pasar la oportunidad de platicar con él, pero cuando se pelea con su hermana Lucía, con quien iba a ir al viaje, decide llamar a Víctor para invitarlo a ir con ella.
Víctor accede a ir al viaje con ella, pero mientras llega la fecha, de manera espontánea, alternan invitaciones a salir que hacen que paulatinamente se vayan conociendo. Aunque existe la disposición en ambos, no llegan a conectarse emocionalmente. Llega el momento en que ambos tienen que confesarse que están solos, y que es el motivo principal que los unió propiciando que Marina invitara a Víctor y que éste aceptara el viaje de una casi total desconocida.
Llegada la fecha del viaje, Marina decide irse sola. Al regresar, habla con Víctor para proponerle que deben darse una segunda oportunidad y él accede. Víctor le propone matrimonio y deciden casarse, no obstante la nula conexión que tienen y la ausencia de amor.

## Actores
- Cecilia Suárez interpreta a Marina Farfán.

Es una vendedora de una fábrica de ropa. Su carácter la ha orillado a una vida profundamente solitaria, que nota sólo cuando se da cuenta de que el viaje que gana es para dos personas y no tiene a quién llevar.
- Enrique Arreola interpreta a Víctor Mina.

Excompañero de secundaria de Marina. Es un hombre tan solitario como Marina. Constantemente recuerda a los antiguos compañeros de la secundaria, que según él fue la mejor época de su vida.
- Tiaré Scanda interpreta a Lucía, hermana de Marina.

Tiene problemas en su matrimonio y egoístamente le pide a su hermana que le ceda su viaje para intentar arreglarlos. Piensa que Marina le tiene envidia por su familia.
- Ana Ofelia Murguía interpreta a Lulita, dueña de la empresa donde trabaja Marina.

Es la dueña de la fábrica que rifa el viaje que gana Marina. Empieza a darse cuenta de que ya es vieja y cercana a la muerte. Hacia el final de la película le exige a su enfermera que libere a todos los pájaros que tiene enjaulados en su casa. Se siente igual de encerrada que ellos.
- Laura de Ita, interpreta a Lola, la agente de viajes.

Es la agente viajera que atiende a Marina. Además tiene un carácter alegre que se contrapone al de Marina.

## Premios y reconocimientos
- Premio Especial del Jurado, en el Sundance Film Festival
- Premio Horizontes, Mención especial en el Festival Internacional de Cine de San Sebastián.
- Mención Especial y Premio Especial del Jurado, en el Festival de Cine de Miami.
- Premio Mezcal (Enrique Contreras), Premio Mayahuel al Mejor Guion y a la Mejor Película Iberoamericana, en el Festival Internacional de Cine de Guadalajara.
- Premio Ariel de Plata a la Mejor Ópera Prima, para Enrique Contreras.